# Eccoptomia sexsulcata
Eccoptomia sexsulcata är en skalbaggsart som beskrevs av Ernst Gustav Kraatz 1880. Eccoptomia sexsulcata ingår i släktet Eccoptomia och familjen Cetoniidae. Inga underarter finns listade i Catalogue of Life.